# 도쿄 메트로폴리탄 텔레비전
도쿄 메트로폴리탄 텔레비전 주식회사(일본어: 東京メトロポリタンテレビジョン株式会社, Tokyo Metropolitan Television Broadcasting Corporation)은 1995년 11월 1일 도쿄도에서 독립 UHF방송국으로 개국했다.
약칭은 MX(MXTV), 애칭은 TOKYO MX이며, 콜사인은 JOMX-DTV이다.

## 연혁
- 1993년 2월 1일 - 텔레비전 방송 예비 면허 교부
- 1993년 4월 30일 - 도쿄 메트로폴리탄 텔레비전 주식회사설립. 당시의 통칭은 MX텔레비전.
개국 당시부터 현사옥으로 이전할 때까지 본사는 도쿄도 고토구 아오미에 있는 텔레콤 센터에 있었다.
- 1995년 10월 13일 - 텔레비전 방송의 본면허 교부
- 1995년 11월 1일 오후 6시 - 텔레비전 본방송 개시【JOMX-TV】[1]
- 1996년 11월 29일 - 표준 텔레비전 문자 다중 방송의 면허 교부
- 1996년 12월 8일 - 표준 텔레비전 문자 다중 방송을 개시【JOMX-TCM】
- 1998년 (헤세이 10년) - CS방송 「다이렉TV」에서 「도쿄 정보 채널」로서 전국 방송을 개시(2000년 9월, 다이렉TV의 서비스 종료에 따라 방송을 종료).
- 2001년 12월 1일 - 통칭을 MX 텔레비전에서 도쿄 MX텔레비전로 변경.
- 2003년 3월 31일 - 표준 텔레비전 문자 다중 방송 면허를 반납
- 2003년 4월 18일 - 디지털 텔레비전 방송 예비 면허 교부
- 2003년 11월 25일 - 디지털 텔레비전 방송 본면허 교부
- 2003년 12월 1일 - 디지털 텔레비전 방송을 개시【JOMX-DTV】.
- 2006년 7월 1일 - 본사를 도쿄도 지요다구 고우지마치의 한조몬 미디어 센터로 이전하면서 지상 디지털 텔레비전 하이비전 방송과 원세그 방송 개시
- 2006년 7월 27일 - 방송국 호칭을 도쿄 MX텔레비전에서 TOKYO MX로 변경하는 동시에 로고 캐릭터를 도입
- 2011년 7월 24일 디지털 텔레비전 전환. 지상파 아날로그 텔레비전 본방송 종료
- 2012년 8월 27일 - 도쿄 스카이트리에서 시험전파를 지상파 디지털 텔레비전 방송과 같은 출력(3kW)으로 송신하기 시작.
- 2013년 5월 12일 - 이날 정오를 기해 방송전파 전송 장소를 도쿄 스카이 트리로 이전.
- 2013년 5월 13일 - 오후 6시를 기해 도쿄 타워를 통한 전파송신을 완전히 종료.
- 2014년 4월 1일 - 정파시간을 제외한 24시간 다채널 방송 실시
- 2023년 4월 30일 - TOKYO MX 설립,개국 30주년 기념행사

## 특징
- 개국 초기 도쿄지역에 방송대학을 제외하면 UHF방송국이 없었던 관계로 실질적인 시청자수가 적었고 그와 더불어 시청자의 의견이 반영되지 않은 편성 등으로 폐국될 뻔한 적이 있었으며 그 후 적자해소에 성공하는 듯 했지만 2005년도에 또다시 거대한 적자가 생겼고 이렇게 쌓인 적자는 2009년이 돼서야 해소되었다.
- 또한, 개국 초기에는 전국 독립UHF방송 협의회에 가입하지 않았다.
- 2004년 9월 9일 일본 중의원 총무 위원회 개회 당시 NHK의 여러 가지 문제 때문에 NHK회장이 참고인 자격으로 출석했을 때 NHK가 생방송을 실시하지 않았던 것과 반대로 MXTV는 모든 정규 프로그램을 중단하고 이 위원회의 생중계를 실시했던 것이 주목을 받았다.[2]
- 아날로그 텔레비전의 채널 번호인 14번은 예전에 NHK에서 UHF방송실험에 이용한 채널이었다.
- 원래는 다른 간토지역 독립 UHF 방송국들처럼 디지털 텔레비전 가상채널번호를 3번으로 하려했으나 전파월경 문제로 9번을 사용하고 있으며 민영방송국 중에서 9번을 사용하는 방송국은 나라 현의 독립 UHF 방송국인 나라 TV 방송밖에 없다.
- 디지털 방송국의 출력은 3kW로 보통 500W-1kW의 출력으로 하는 다른 독립 UHF방송국의 불만을 샀다고 하며 이로 인해 수도권 넷4[3](현재는 수도권 트라이앵글)에서 추방당했다는 이야기가 있다.
- 도쿄 타워에 있던 TV송신소를 도쿄 스카이트리로 옮기기로 하자 다른 지역까지 전파가 도달할 가능성이 생겨 다른 지역에 있는 독립 UHF방송국들이 반발하였다. 이에 TOKYO MX측은 스카이트리 이전 후에도 현재 출력으로 계속 방송한다는 입장을 밝혔으며 이 문제로 인해 디지털 텔레비전 개국 이후 사용하고 있던 실제 채널번호인 20번[4]을 방송대학학원이 아날로그 방송에 사용했던 16번으로 바꾸었다.

## 도쿄도에 있는 다른 방송국

### 텔레비전 방송국
- NHK 방송 센터(라디오 겸영)
- 도쿄 방송(TBS)(JNN 중심방송국, 라디오는 현재 TBS 라디오 & 커뮤니케이션즈로 분사화)
- TV 아사히(EX)(ANN 중심방송국)
- 후지 TV(CX)(FNN·FNS 중심방송국)
- 닛폰 TV 방송망(NTV)(NNN·NNS 중심방송국)
- TV 도쿄(TX)(TXN 중심방송국)
- 방송대학학원(독립 텔레비전 방송국,민간 비영리 방송국)

### 라디오 방송국
- 분카 방송(QR, NRN 계열)
- 닛폰 방송(LF, NRN 계열)
- TBS 라디오 & 커뮤니케이션즈(TBS, JRN 계열)
- FM도쿄(JFN 계열, 도쿄도만 방송구역)
- J-WAVE(JAPAN FM LEAGUE 계열, 도쿄도만 방송구역)
- FM인터웨이브(MegaNet 계열, 도쿄도 주변 일부지역이 방송구역에 포함)

## 같이 보기
- 전국 독립 방송 협의회